# لورانس جاكسون
لورانس جاكسون (بالإنجليزية: Lawrence Jackson)‏ (و. 1985  م) هو لاعب كرة قدم أمريكية، من الولايات المتحدة، ولد في لوس أنجلس، يلعب كطرف دفاعي ‏.

## التعليم
تعلم في Inglewood High School (California) ‏.